# معين العبيدي
معين العبيدي محامية يمنية، يرتكز عملها على بناء السلام في مدينة تعز في ظل الحرب الأهلية في اليمن. تولّت دور الوسيط في تسهيل عمليات تبادل الأسرى بين الجماعات المتحاربة.
تطوّعت معين العبيدي في اتحاد نساء اليمن ودافعت من خلاله عن النساء السجينات والنساء المعنفات. كما كانت أول امرأة تصل إلى مجلس نقابة المحامين كمشرفة على لجنة حقوق الإنسان والحريات.
اختارتها شبكة بي بي سي ضمن قائمة أفضل 100 امرأة ملهمة في العالم للعام 2022م.

## النشأة والتعليم
ولدت معين في إحدى قرى مديرية شرعب السلام، شمال محافظة تعز، وتنتمي لأسرة متوسطة الدخل، أضطر والدها للاغتراب لفترات طويلة في المملكة العربية السعودية.
تلقت تعليمها في القرية حتى عام 1994م، حيث انتقتل الأسرة للعيش في مدينة تعز، حيث أكملت فيها دراستها الثانوية. كانت تطمح لدراسة العلوم السياسية، إلا أنها لم تحقق هذا الحلم لعدم توفره في جامعة تعز، ولعدم قدرتها على الانتقال إلى العاصمة صنعاء للدراسة. التحقت بكلية الحقوق في جامعة تعز وقد كان قسماً جديداً حينها، تخرّجت ضمن أوائل الخريجين للدفعة الثانية بتقدير جيد جدًّا. كما أنها حاصلة على دبلوم في القانون العام من جامعة أسيوط في مصر.

## المسيرة المهنية
تعتبر معين أول امرأة يمنية عضو في مجلس نقابة المحامين اليمنيين، حيث ترأست لجنة الحقوق والحريات في المجلس.لك أنت: مَن هي معين العبيدي.
بعد تخرجها من كلية الحقوق، بدأت معين في العمل الطوعي الحقوقي والإنساني بمدينة تعز. شمل عملها التطوعي قضايا النساء الفقيرات والسجينات، ضمن مشروعٍ تبناه اتحاد نساء اليمن في تعز، يعني بالعنف ضد النساء؛ أُسند إليها رئاسة الفريق القانوني مع عدد من زملائها الحقوقيين حتى عام 2011م. حصلت على عدّة دورات تأهيلية من المرصد اليمني لحقوق الإنسان، ما ساعدها على التحقيق ورصد جميع الانتهاكات التي تعرض لها الشباب أثناء المسيرات والمظاهرات في تعز في أحداث 2011. استمرت في هذا العمل مركّزةً على الجوانب الإنسانية حتى عام 2012م.
تعاونت معين مع مفوضية حقوق الإنسان في تعز منذ بداية عام 2020م، حيث عملت وسيطاً بين طرفي الصراع، جماعة أنصار الله والحكومة اليمنية المعترف بها دوليًّا، في العديد من الملفات الخدمية كملف المياه في مناطق الصراع.